# Estação São Bento (Metrô de São Paulo)
A Estação São Bento faz parte da Linha 1–Azul do Metrô de São Paulo. Foi inaugurada em 26 de setembro de 1975.
Ela conta com seis acessos, sendo dois no Largo São Bento, um na Ladeira Porto Geral, um no nível do Vale do Anhangabaú, um na Rua São Bento e outro na Rua Boa Vista. É a estação mais próxima da Rua 25 de Março, considerada o maior centro de compras da América Latina.
Está prevista, pela Secretaria de Transportes Metropolitanos, a ser estação de transferência entre a Linha 1  e a futura Linha 19–Celeste (Bosque Maia–Anhangabaú).

## Características
Estação enterrada com mezanino de conexão e duas plataformas laterais sobrepostas, estrutura em concreto aparente. O principal acesso integra-se com o largo no nível do passeio. Conta com uma área construída de 18.150 m². A capacidade é de 40.000 passageiros/hora/pico.

## Demanda média da estação
A média de entrada de passageiros nessa estação, é de 73 mil passageiros por dia, segundo dados do Metrô. Ela está situada numa região muito movimentada, a Rua Boa Vista, e muito próxima da região da Rua 25 de Março, além de estar localizada junto ao Terminal Correio da SPTrans.
Considerada a estação com a terceira maior demanda da linha, perde apenas para Jabaquara (81 mil) e Luz (106 mil). Apesar de estar próxima ao Anhangabaú, a maioria dos passageiros que vão ao Anhangabaú utiliza a estação homônima, da Linha 3-Vermelha.

## Obras de arte
- "Sem Título (composta por dois painéis, via 1 e 2)" (painel), Odiléa Toscano, chapas recortadas e pintadas (1990), Tintas sintéticas e acrílicas e chapas de metal (350 m² - os 2 painéis), instalada na plataforma, paredes das vias 1 e 2.[7]
- "Sem Título" (mural), Maurício Nogueira Lima, pintura sobre parede (1990), tinta acqua-cryl (450 m²), instalado no acesso à estação em frente ao jardim.[7]

## Dados da Linha
| Linha  | Terminais            | Inauguração            | Comprimento (km) | Estações |
| ------ | -------------------- | ---------------------- | ---------------- | -------- |
| 1 Azul | Tucuruvi ↔ Jabaquara | 14 de setembro de 1974 | 20,2             | 23       |

## Dados da Estação
| Sigla | Estação   | Inauguração            | Capacidade                   | Plataformas          | Posição      | Arquitetura e estrutura                                                   |
| ----- | --------- | ---------------------- | ---------------------------- | -------------------- | ------------ | ------------------------------------------------------------------------- |
| BTO   | São Bento | 26 de setembro de 1975 | 40 mil passageiros hora/pico | Laterais sobrepostas | Subterrâneas | Estação com estrutura em concreto aparente, com dois níveis de plataforma |